# Laurent Dereux
 (novembre 2008).
Si vous disposez d'ouvrages ou d'articles de référence ou si vous connaissez des sites web de qualité traitant du thème abordé ici, merci de compléter l'article en donnant les références utiles à sa vérifiabilité et en les liant à la section « Notes et références ».
Laurent Dereux est un animateur de télévision et journaliste Français. 

## Biographie
Laurent Dereux travaille dans le monde de la radio et de la télévision. À partir de 1987, il commence sa carrière sur Galaxie, une émission radio située à Wattrelos dans le Nord de la France. Très vite sa passion devient son véritable métier. Galaxie, puis Europe 2 à Lille pendant 4 ans, puis sur le réseau national entre 2001 et 2006. 
Après une collaboration ponctuelle avec MFM des septembre 2006, il s'installe sur l'antenne nationale tous les week-ends, jusqu'en juillet 2009.
Aujourd'hui, il collabore de temps en temps avec France Bleu Nord et France Bleu 107.1 (Paris)
Parallèlement à la radio, il est également présent sur les écrans de télé. Dès septembre 1995, il travaille sur C9 Télévision, la télé de la métropole lilloise. Animateur de plusieurs émissions comme Puissance 9, D'ici et d'ailleurs, Qu'on se le dise ou encore la quotidienne C'est l'heure, il est présent très régulièrement sur cette antenne.
En février 2001, il rejoint France 3 Nord Pas De Calais Picardie, d'abord dans l'émission touristique Par ici la sortie, puis il anime et produit l'émission touristique De haut en bas. 
Commence ensuite l'aventure de la matinale régionale.
Pendant 3 saisons, il présente, au côté de Christelle Sabarots, Philippe Chatelain et Christine Defurne, l'émission quotidienne C'est mieux le matin.
De bons moments de rigolade à partager en direct entre 10h20 et 11h10. il quitte France 3 en mars 2009
Dès mars 2009, il participe à la création de la nouvelle chaîne régionale Wéo. Il prend les commandes du talk-show quotidien "Grand Place". 45 minutes pour faire le tour de la région, avec une bande de 6 chroniqueurs. Chaque jour, il reçoit ceux qui font bouger le Nord-Pas-de-Calais, mais aussi les artistes, comédiens, personnalités de passage, le tout, dans la bonne humeur.
Depuis mars 2017, Il anime l'émission quotidienne, Wéo, ma région continue sur les antennes de Wéo et Wéo Picardie.

## Autres activités
Laurent Dereux est depuis 2012 parrain de l'association des ch'tis coureurs de Bertry qui participe tous les ans,le week-end de la pentecôte, à une course à pied entre Paris et Rotterdam pour soulever des fonds pour améliorer la qualité de vie des personnes atteintes d'un cancer au niveau du Nord - Pas de Calais - Picardie.